# Maniática
Maniática és un grup de música punk rock format l'any 1986 a Villena, a l'Alt Vinalopó, i d'orientació anarquista. L'any 2019, després d'uns anys de silenci, van treure la cançó «A la salida del alba».

## Discografia
| Any  | Títol                            | Discogràfica          | Format     |
| ---- | -------------------------------- | --------------------- | ---------- |
| 1988 | Vitaminas A                      | El Lokal              | K7         |
| 1990 | Maniacrítica                     | La isla de la tortuga | Vinil LP   |
| 1992 | El lado oscuro                   | El Lokal              | K7         |
| 1995 | ¡Pero que no sea el último paso! | El Lokal              | K7         |
| 2003 | Maniática                        | Maldito Records       | CD         |
| 2016 | Directo a tu conciencia          | Rock Estatal Records  | 2 CD + DVD |